# Фазовий простір

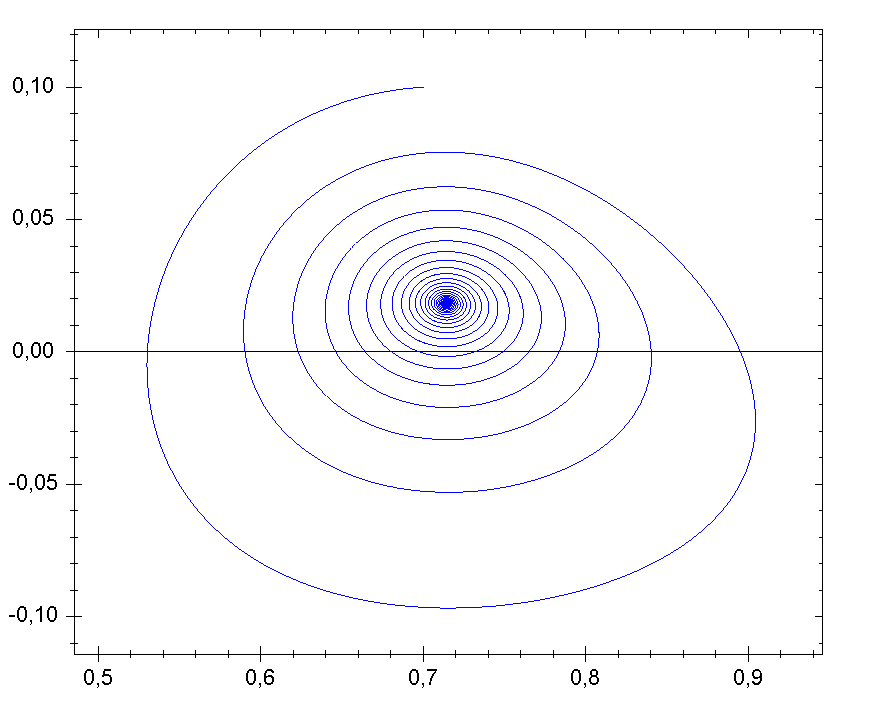
Двовимірний фазовий простір динамічної системи (фазова траєкторія цієї системи має вигляд розбіжної спіралі)

Фáзовий прóстір — багатовимірний простір змінних динамічної системи.

## Класична механіка
У гамільтоновій механіці координатами фазового простору є звичайні просторові координати (або узагальнені координати) частинок системи і їхні імпульси (або узагальнені імпульси). 
Наприклад, фазовий простір для системи, що складається з однієї вільної матеріальної точки, має 6 вимірів, три з яких -- це три звичайні координати, а ще три -- це компоненти імпульсу. Відповідно, фазовий простір для системи з двох вільних матеріальних точок матиме 12 вимірів і т.д.
Багатовимірний простір, який складається лише із значень координат 
матеріальних точок заведено називати координатним простором або конфігураційним простором.
Іншу складову частину фазового простору, яка є сукупністю значень 
імпульсів матеріальних точок, називають імпульсним простором.
Суть поняття фазового простору полягає в тому, що поточний стан як завгодно складної системи, зображається в ньому однією єдиною фазовою точкою, а еволюція системи -- зміщеннями цієї точки, які називають фазовими траєкторіями. Крім того, найголовніше, рух цієї точки визначається простими рівняннями Гамільтона, що дозволяє робити висновки про поведінку найскладніших механічних систем.
Див. також Теорема Ліувіля

## Дисипативні системи
Дисипативні системи описуються кінетичними рівняннями, в яких змінними можуть бути будь-які фізичні величини, наприклад, концентрації частинок певного роду, температура тощо. Багатовимірний простір, утворений цими змінними теж називають фазовим простором. Еволюція системи описується кривою в цьому просторі, яку називають фазовою траєкторією. Сукупність різних можливих фазових траєкторій називають фазовим портретом.

## Квантова механіка
В квантовій механіці координати p та q фазового простору стають ермітовими операторами в гільбертовому просторі, проте 
можуть в альтернативі зберігати класичну інтерпретацію. Наприклад, власні значення різних операторів можуть бути представлені у вигляді функцій
в новому алгебраїчному вигляді. 
Фазовий простір дає можливість розбудови єдиного формалізму для класичної та квантової механіки.
Оператор еволюції формулюється в термінах дужок Пуасона; в квантовому випадку ці дужки є звичайним комутатором.
При цьому класична та квантова механіка будуються на одних і тих аксіомах; вони формулюються в термінах, які мають сенс 
як в класичній, так і в квантовій механіці.

## У кінетиці коливальних процесів
Простір, координатами
якого є величини, що характеризують поведінку динамічної
системи.